# Linzanico
Linzanico è una frazione geografica del comune italiano di Abbadia Lariana posta a nord del centro abitato, verso Mandello del Lario.

## Storia
Di impianto romano, Linzanico fu un antico comune del Milanese.
Anticamente aggregato alla comunità generale di Mandello, fu designato comune a sé stante dall’imperatrice Maria Teresa, che gli aggregò i piccoli villaggi di Grebbio e Lombrino, per un totale di 459 abitanti. Nel 1786 entrò per un quinquennio a far parte della Provincia di Como, per poi cambiare continuamente i riferimenti amministrativi nel 1791, nel 1797 e nel 1798.
Al Settecento risalgono alcuni palazzi ancor'oggi visibili.
Portato definitivamente sotto Como nel 1801, alla proclamazione del regno d'Italia napoleonico nel 1805 risultava avere 506 abitanti. Nel 1809 il municipio fu soppresso su risultanza di un regio decreto di Napoleone che lo annesse a Mandello, ma il Comune di Linzanico fu tuttavia ripristinato con il ritorno degli austriaci. Il primo Consiglio comunale fu eletto nel 1827 grazie al regio assenso governativo. Nel 1853 il paese risultò essere popolato da 631 anime, scese a 577 nel 1871. Nel 1921 si registrarono solamente 490 residenti, avendo subito l'attrattività dei più grandi centri vicini. Fu il regime fascista a decidere nel 1928 di sopprimere definitivamente il comune, unendolo stavolta ad Abbadia.